# Sojuz TMA-4
Sojuz TMA-4 byla ruská kosmická loď řady Sojuz, která v roce 2004 letěla k Mezinárodní vesmírné stanici (ISS). Na palubě lodi ke stanici přiletěli členové základní posádky ISS – Expedice 9 a v rámci 6. návštěvní expedice také nizozemský astronaut Evropské kosmické agentury André Kuipers, který na stanici prováděl experimenty programu Delta. Sojuz TMA-4 zůstal od dubna 2004 připojen k ISS jako záchranný člun. V říjnu 2004 kosmická loď přistála v Kazachstánu s Padalkou, Finckem a kosmonautem Kosmických vojsk Ruska Jurijem Šarginem.

## Posádka

### Členové posádky ISS – Expedice 9
- Gennadij Padalka (2), velitel, CPK
- Michael Fincke (1), palubní inženýr, NASA

### Pouze start
- André Kuipers (1), palubní inženýr, ESA

### Pouze přistání
- Jurij Šargin (1), palubní inženýr, Kosmická vojska Ruska

V závorkách je uveden dosavadní počet letů do vesmíru včetně této mise.

### Záložní posádka
- Saližan Šaripov, velitel
- Leroy Chiao, palubní inženýr
- Gerhard Thiele, palubní inženýr, ESA

## Popis mise

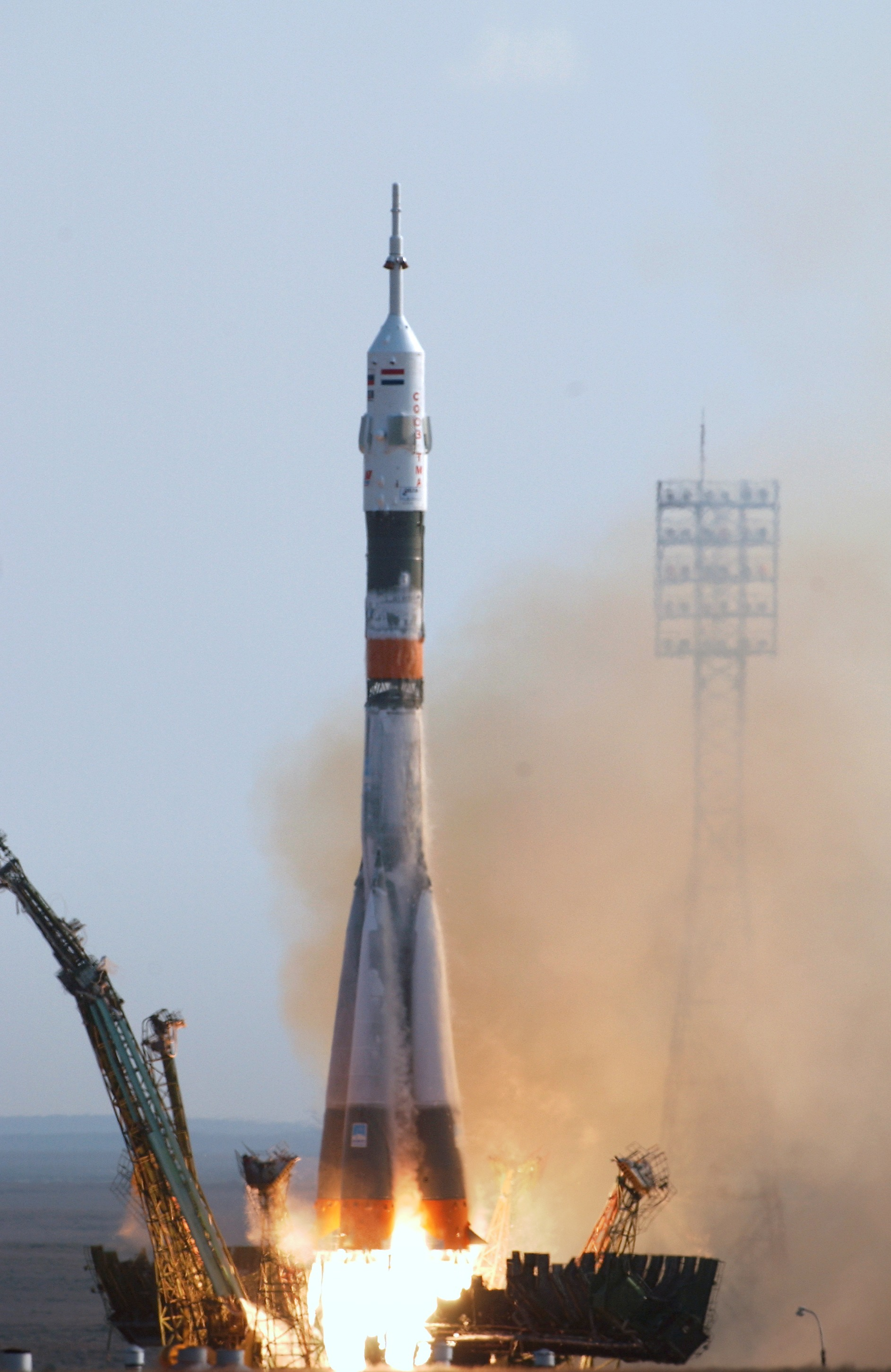
Start mise Sojuz TMA-4

### Start, připojení k ISS
Start lodi proběhl 19. dubna 2004 v 03:19:00 UTC z kosmodromu Bajkonur v Kazachstánu a v 03:27:45 UTC se Sojuz úspěšně dostal na oběžnou dráhu. Po dvoudenním samostatném letu se Sojuz přiblížil k Mezinárodní vesmírné stanici a 21. dubna 2004 v 05:01:03 UTC se připojil v automatickém režimu k portu modulu Zarja. Sojuz TMA-4 zůstal u ISS jako záchranná loď.

### Přistání
23. října 2004 se kosmická loď Sojuz TMA-4 vydala k Zemi. Její posádka ve složení Padalka, Fincke a kosmonaut Kosmických vojsk Ruska Jurij Šargin (který na stanici přiletěl v Sojuzu TMA-5) nastoupila ve skafandrech do kosmické lodi a po kontrole hermetičnosti uzavřených průlezů odpojila ve 21:08 UTC Sojuz od orbitálního komplexu. Po zahájení brzdícího manévru a odhození obytné a přístrojové sekce vstoupila loď 24. října 2004 v 00:11:39 UTC do atmosféry a bez problémů přistála v 00:36 UTC na území Kazachstánu 70 km severovýchodně od města Arkalyk.